# Юнусов, Марат Сабирович
Марат Сабирович Юну́сов (род. 18 марта 1940, Москва) — узбекский и российский учёный-химик, академик РАН. Сын члена-корреспондента РАН С. Ю. Юнусова, основателя Института химии растительных веществ в Ташкенте, где сам Марат Сабирович работал до переезда в Уфу. Член международного редакционного совета журнала «Биоорганическая химия» (Russian Journal of Bioorganic Chemistry).

## Биография
- В 1962 году окончил химический факультет МГУ.
- В 1962—1990 годах работал в Институте химии растительных веществ Академии наук Республики Узбекистан.
- В 1966 году защитил кандидатскую, а в 1973 году — докторскую диссертации.
- С 1990 года работает в Институте органической химии Уфимского научного центра Российской академии наук.
- В 1991 году избран членом-корреспондентом РАН, а в 2003 году — академиком РАН.
- С 1994 года директор ИОХ УНЦ РАН, с 2006 года по 2010 год одновременно председатель Президиума УНЦ РАН.

## Научные интересы
Биоорганическая химия. Химия растительных веществ. Химия алкалоидов. Разработал антиаритмическое средство Аллапинин, биореактивы аконитин и ос-бикукулин.

## Монографии
- Строение нового дитерпенового алкалоида зераконина и его N. окиси. — М., 1987.
- Реакции ликоктониновых алкалоидов с 7,8-метилен-диоксигруппой с Na в жидком аммиаке. — 1989.
- Строение таласамина, таласимидина и таласимина. — М., 1991.
- Diterpenoid Alkaloids. — 1991.
- Diterpenoid Alkaloids. — 1993.
- Химия изохинолиновых алкалоидов. — 2007.
- Алкалоиды растений Аконита зеравшанского и аконита Аконита корейского. — М., 2008.
- Алкалоиды изохинолинового ряда. — М., 2011.

## Семья
Женат, имеет двух сыновей.